# Riacho Jatobá
Riacho Jatobá är ett periodiskt vattendrag i Brasilien.   Det ligger i delstaten Ceará, i den östra delen av landet, 1 500 km nordost om huvudstaden Brasília.
Trakten runt Riacho Jatobá består huvudsakligen av våtmarker. Runt Riacho Jatobá är det ganska glesbefolkat, med 21 invånare per kvadratkilometer.